# Губернаторство Шоа
Губернаторство Шоа (итал. Governatorato dello Scioa), до 1938 года губернаторство Аддис-Абеба (итал. Governatorato di Addis Abeba) — историческая административная единица в составе колониального образования Итальянская Восточная Африка, одно из шести составлявших её губернаторств. 
Столица и крупнейший город — Аддис-Абеба.

## История
Учреждено королевским декретом в 1936 году после того, как Эфиопская империя потерпела поражение во Второй итало-абиссинской войне и утратила независимость. Первоначально называлось губернаторство Аддис-Абеба (итал. Governatorato di Addis Abeba), однако в 1938 году было расширено за счёт земель региона Шоа, переданных из губернаторств Харэр, Галла-Сидамо и Амхара, и переименовано в губернаторство Шоа.
К 1939 году губернаторство оказалось единственным районом бывшей Эфиопии, где было полностью подавлено партизанское движение, что позволило колониальным властям начать развитие инфраструктуры: строить дороги (такие как Имперская трасса (итал. Strada Imperiale) между Асмэрой и Аддис-Абебой), промышленные объекты, плотины, реализовывать современный генеральный план застройки Аддис-Абебы, начать занятие сельскохозяйственных земель итальянскими колонистами. В Аддис-Алеме был построен завод по производству гашеной извести, который в первый год работы выпустил 30 000 центнеров продукции.
К 1939 году население Шоа превысило полтора миллиона человек. 85 % из итальянских поселенцев в Эфиопии жили в этом губернаторстве. Бо́льшую часть из них составляли мужчины.
В 1941 году губернаторство прекратило своё существование в результате падения итальянского колониального режима в Эфиопии.

## Символика
Герб дарован королевским декретом от 29 мая 1939 года.

В лазурном поле золотая аквила, стоящая на горе из серебряных пик по две и по три. Во главе щита — ликторские пучки.
Оригинальный текст (итал.)D'azzurro, all'insegna con l'aquila imperiale romana d'oro, sostenuta da un monte all'italiana di cinque cime d'argento poste 2, 3. Capo del Littorio.